# Vaucheria litorea
Vaucheria litorea е вид жълто-зелено водорасло, което расте във влакнести формирования. Видът е естествен обитател на приливните крайбрежни бракични води и солени блата на Северния Атлантически океан край бреговете на Европа и Северна Америка. Установен е и в източната част на Тихоокеанското крайбрежие на щата Вашингтон. Установено е, че може да понася широк диапазон на соленост, което го прави устойчив на средата.
Едноклетъчните водорасли се консумират от голите водни охлюви Elysia chlorotica, които не разграждат хлоропластите, а ги интегрират в своите клетки и ги оставят функционални. Този процес се нарича клептопластия.